# Альфа-Мобайл
«Альфа-Мобайл» — виртуальный мобильный оператор (MVNO), созданный Альфа-банком. Он предполагает использование сотовой инфраструктуры «ВымпелКома». Альфа-Мобайл в контуре MVNO организует и контролирует работу BSS-стека (Business System Support), PSCore (ядро передачи мобильных данных), основные VAS (Value-Added Services, дополнительные продукты и сервисы платформы). Ядро передачи голоса (СSCore) находится в зоне ответственности базового оператора Билайн.

## История
В феврале 2024 года Альфа-банк зарегистрировал новую компанию ООО «Альфа-Мобайл». А 29 октября 2024 года было официально объявлено о запуске собственного виртуального оператора мобильной связи под названием «Альфа-мобайл».
Первоначально запуск мобильного оператора был намечен на вторую половину 2024 года, однако был перенесён на первый квартал 2025 года.
С 2025 года «Альфа-Мобайл» начал предоставлять услуги в Москве, Санкт-Петербурге их областях, Новосибирской и Челябинской областях. В первом квартале 2025 возможность оформить карты Альфа-Мобайл была только у сотрудников Банка, они стали первыми клиентами оператора.

## Показатели деятельности
Из данных СМИ следует, что уставной капитал новой компании Альфа-банка составит 100 млн руб, по уточненным данным сумма уставного капитала уже 550  млн руб.
Банк ожидает, что за первый год работы Альфа-Мобайл привлечет не менее 1 млн абонентов. За первые три года работы оператора, как предполагает директор розничного бизнеса банка Иван Пятков, новый оператор соберет не менее 5 млн абонентов.

## Конкуренты
В России с 2019-2020 года созданы и активно развиваются несколько банковских виртуальных мобильных операторов, работающий на сетях Tele2, такие как Т-Мобайл, Сбермобайл, ГПБ Мобайл и ВТБ Мобайл. Альфа-банк тоже придерживается стратегии развития собственной экосистемы.. В 2024 году о создании своих операторов заявило сразу три банка, таких как Альфа-банк, ПСБ и Совкомбанк.

## Собственники компании
- Фридман Михаил Маратович
- Авен Пётр Олегович
- Косогов Андрей Николаевич
- The Mark Foundation for Cancer Research
- UniCredit Group (UCG, UniCredit S.p.A.)
- Хан Герман Борисович
- Кузьмичёв Алексей Викторович
- Альфа-Групп